# Вельяминовское сельское поселение (Брянская область)
Вельями́новское сельское поселение — муниципальное образование в юго-восточной части Карачевского района Брянской области. Административный центр — село Вельяминова.
Образовано в результате проведения муниципальной реформы в 2005 году, путём преобразования дореформенного Вельяминовского сельсовета.

## Население
| 2010  | 2011  | 2012  | 2013  | 2014  | 2015  | 2016  |
| ----- | ----- | ----- | ----- | ----- | ----- | ----- |
| 2230  | ↘2225 | ↗2249 | ↘2238 | ↘2200 | ↘2161 | ↘2156 |
| 2017  | 2018  | 2019  | 2020  | 2021  |       |       |
| ↘2147 | ↘2119 | ↘2057 | ↘2015 | ↘2012 |       |       |

## Населённые пункты
| №  | Населённый пункт | Тип     | Население |
| -- | ---------------- | ------- | --------- |
| 1  | Вельяминова      | село    | ↘1855     |
| 2  | Голубино         | деревня | ↘29       |
| 3  | Дубрава          | деревня | ↗81       |
| 4  | Емельянова       | деревня | ↗129      |
| 5  | Желунова         | деревня | →0        |
| 6  | Зверево          | посёлок | →0        |
| 7  | Красная          | деревня | ↗144      |
| 8  | Набережная       | деревня | →0        |
| 9  | Рябиновка        | деревня | →0        |
| 10 | Сычовка          | деревня | →0        |
| 11 | Шемятка          | деревня | →0        |

Законом Брянской области от 1 июля 2017 года № 47-З были упразднены населённые пункты как фактически не существующие в связи с переселением их жителей в другие населённые пункты:
- деревня Бугры;
- посёлок Голицын;
- посёлок Гремучий;
- деревня Уткина.